# Thomas Sowunmi
Thomas Sowunmi (Lagos, 27 luglio 1978) è un ex calciatore nigeriano naturalizzato ungherese, di ruolo attaccante.

## Carriera

### Club
Durante la sua carriera ha giocato con numerose squadre di club, tra cui anche l'Hibernian, con cui conta 5 presenze.

### Nazionale
Conta 10 presenze ed una rete con la nazionale ungherese.